# آيت رحو أو علي (ازكيط)
آيت رحو أو علي هو دُوَّار يقع بجماعة ولماس، إقليم الخميسات، جهة الرباط سلا القنيطرة في المملكة المغربية. ينتمي الدوّار لمشيخة ازكيط التي تضم 5 دواوير. يقدر عدد سكانه بـ 92 نسمة حسب الإحصاء الرسمي للسكان والسكنى لسنة 2004.

## وصلات خارجية
- البوابة الوطنية للجماعات الترابية
- المندوبية السامية للتخطيط